# 岩波映画製作所
株式会社岩波映画製作所（いわなみえいがせいさくしょ、Iwanami Productions）とは、かつて日本に存在した戦後日本を代表する記録映画会社。日本の戦後復興や高度成長を担った基幹産業を中心に、幅広く産業映画、PR映画を作った。また優れた科学教育映画を多数作り、その一部は復刻DVD化され学校で使われている。1998年に倒産。

## 概要
雪の人工結晶などの作成など低温科学で有名な北海道大学教授中谷宇吉郎が中心となって1949年に設立した中谷プロダクションが前身となって、岩波書店の小林勇、映画カメラマンの吉野馨治らによって、新しい科学映画を製作することを目的に設立された。やがて、ATGで活躍する羽仁進、黒木和雄や、評論家の田原総一朗、保守派の論客である入江隆則など、各界に多くの人材を輩出している。第1作は中谷宇吉郎指導、吉野馨治撮影の「凸レンズ」（1950年）である。
創立当初から1968年（昭和43年）に、日本映画社出身の小口禎三が社長に就任するまでの間、社長ポストは空席のまま、岩波書店の専務でもあった小林勇が、代表取締役専務として実質経営していたが、岩波書店、岩波ホールとの資本関係はなかった。1998年（平成10年）に倒産。残された作品は、2000年（平成12年）に破産管財人から、日立製作所へ売却された。2009年に記録映画アーカイブプロジェクトに日立製作所から岩波芸画のフィルム約4000本が寄贈され、東京大学と東京藝術大学が受け入れ先となった。著作権や所有権処理の実務は記録映画保存センターが担当した。その後、岩波映画の後身企業である「岩波映像」がDVDを販売していたが、2022年4月30日に会社は解散し、作品の著作権は記録映画保存センターに移転した。
岩波映画は大きく分けて3つの分野の作品を製作した。1つはさまざまな企業をスポンサーとした産業映画である。産業映画では「佐久間ダム」シリーズ(1954-59年)をはじめ、電力、造船、製鉄、電機メーカーなど日本の主要な大企業が名を連ねている。2つめは物理や化学、生命や医療など、科学的な原理や現象、ものの見方を紹介するために作られた科学映画である。設立者の中谷は映画を使って戦後の理想的な科学教育を実践しようとした。岩波映画はテレビの科学映画の草分けと言われる「たのしい科学シリーズ」（1957-62年：日本テレビ系）や、科学の基礎概念を教えるための教材映画「科学教育映画体系」シリーズ（1967-73年）など多数の優れた科学映画を製作した。これらの映画は今見ても新鮮な驚きと発見に満ちている。
第3の分野は人々の暮らしや生活を描いた教育映画や社会教育映画である。岩波映画独自の科学的な観察眼は人々の生活にも向けられた。こどもたちの自然な表情をとらえて当時の映画界に衝撃を与えた羽仁進の「教室の子供たち」（1955年）、羽田澄子の「村の婦人学級」（1957年）、時枝敏江の「町の政治」（1967年）、土本典昭の「ある機関助士」（1963年）などがある。
岩波映画は当時の企業としては珍しい民主的な会社で、男女差別がなく待遇給料は同じで女性が演出をした映画も多数ある。

## 沿革

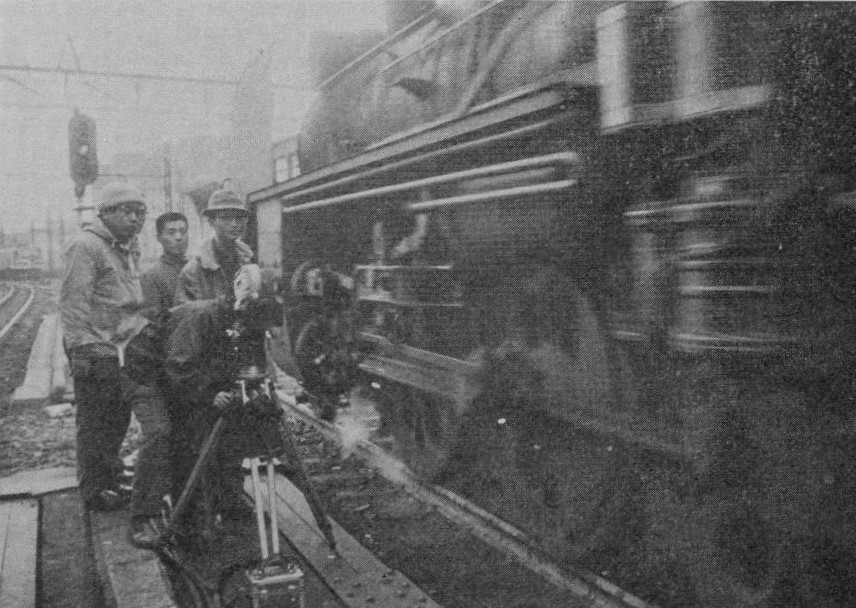
第18回芸術祭文部大臣賞を受賞した『ある機関助士』（1963年）

- 1949年、北海道大学教授中谷宇吉郎、日映出身のカメラマン吉野馨治、小口禎三、岩波書店小林勇、共同通信社の記者であった羽仁進らにより、中谷研究室プロダクション設立。第1回作品「凸レンズ」製作。
- 1950年、5月1日、「中谷研究室プロダクション」から改組し「株式会社岩波映画製作所」となる[10]。写真家名取洋之助が参加する。
- 1950年、写真部を作り「岩波写真文庫」が創刊[注 3]。編集、写真撮影の多くを担当する。
- 1950年、6月。「はえのいない町」完成。『社会科教材映画体系』の1作目[10]。
- 1951年、「手工業」『社会科教材映画体系』2作目[12]。
- 1953年、「岩波写真文庫」、第1回菊池寛賞受賞。
- 1954年、「教室の子供たち」、第6回ブルーリボン賞教育文化映画賞受賞。
- 1954年、「佐久間ダム　第1部」（第2部1955年、第3部1957年、総集編1958年）[注 4]
- 1955年、「ひとりの母の記録」、キネマ旬報ベストテン短編映画1位。
- 1957年、「遭難」、第12回芸術祭芸術祭賞。
- 1957年、テレビシリーズ「たのしい科学」（1957-1962で全239作品）開始[注 5]
- 1958年、「岩波写真文庫」終刊。
- 1959年、新社屋完成[15]。
- 1960年、テレビ番組「たのしい科学」シリーズ、第13回広告電通賞受賞。
- 1960年、6月。特別嘱託労働組合結成。経営側との交渉は牧衷が行った[15]。
- 1961年、「不良少年」、キネマ旬報ベストテン日本映画1位。「メダカの卵」、第16回毎日映画コンクール教育文化映画賞受賞。
- 1963年、「ある機関助士」、第18回芸術祭文部大臣賞。
- 1964年、東京12チャンネル開局。同局の番組「謎の双曲線」、「ハローCQ」（やなせたかし脚本）、「こどもの国」、「テレビ医学研究講座」（企画:日本医師会、1989年まで放送）を制作。
- 1966年、岩波映画の撮影隊は同年8月から翌年2月まで、中国に滞在し、文化大革命時の現状を長編記録映画に収めた「夜明けの国 (黎明之国)」を制作[16]。
- 1967年、5月19日。賃金と経営方針をめぐって初めてのストライキが起こる[15]。「夜明けの国 (黎明之国)」劇場公開。
- 1967年、科学映画室開設。室長には牧衷が就任[15]。板倉聖宣の協力を得て科学教育映画体系の制作が始まる。
- 1972年、ニクソンショックの影響により科学教育映画体系が終了[15]。
- 1973年、テレビ番組「生きものばんざい」(製作：毎日放送)スタート。
- 1975年、組織改革のため、子会社として岩波映像販売株式会社他設立。
- 1998年、経営不振により倒産。
- 1999年、岩波映像販売が岩波映像株式会社と社名を変更。岩波映画作品や他社作品を販売、貸出しするだけでなく、映画製作もおこなう。（「坂の上のマリア」など）
- 2022年、3月31日、岩波映像株式会社が営業停止。
- 2022年、4月30日、岩波映像株式会社が解散。岩波映画製作所作品の著作権は記録映画保存センターに移転。

## 主な出身者
- 秋浜悟史（劇作家）
- 池央耿（翻訳家）
- 入江隆則（文芸評論家）
- 大重潤一郎（映画監督）
- 大津幸四郎（映画監督）
- 小川紳介（映画監督）
- 小口禎三（演出家）
- 奥村祐二（撮影技師）
- 片野満（演出家）
- 金宇満司（撮影技師）
- 鎌仲ひとみ（映画監督）
- 川嶋一義（録音技師）
- 久保田幸雄（録音技師）
- 黒木和雄（映画監督）
- 阪本善尚（撮影監督）
- 榛葉豊明（映画監督）
- 清水邦夫（演出家）
- 杉山卓（アニメ演出家）
- 鈴木達夫（撮影技師）
- 諏訪淳（映画監督）
- 高村武次（映画監督）
- 田原総一朗（テレビ演出家、評論家）
- たむらまさき（撮影監督、映画監督）
- 土本典昭（映画監督）
- 東松照明（写真家）
- 長野重一（写真家）
- 西沢豪（映画監督）
- 橋浦方人（映画監督）
- 羽仁進（映画監督）
- 羽田澄子（映画監督）
- 東陽一（映画監督）
- 的場徹（特撮監督）
- 丸山修身（作家）
- 森永純（写真家）
- 柳澤壽男（映画監督）
- 山本晋也（映画監督）
- 吉野馨治（カメラマン・演出家）
- 吉原順平（映像プランナー）
- 牧衷（脚本家）

## DVD化された映画
- 「たのしい科学教育映画シリーズ vol. 1 化学編 1」岩波映像、仮説社 、2004
- 「たのしい科学教育映画シリーズ vol. 2 化学編 2」岩波映像、仮説社 、2004
- 「たのしい科学教育映画シリーズ vol. 3 物性編」岩波映像、仮説社 、2004
- 「たのしい科学教育映画シリーズ vol. 4 静力学編 1」岩波映像、仮説社 、2004
- 「たのしい科学教育映画シリーズ vol. 5 静力学編 2」岩波映像、仮説社 、2004
- 「たのしい科学教育映画シリーズ vol. 6 電気・磁気編」岩波映像、仮説社 、2004
- 「たのしい科学教育映画シリーズ vol. 7 動力学編」岩波映像、仮説社 、2004
- 「たのしい科学教育映画シリーズ vol. 8 生物編」岩波映像、仮説社 、2004
- 「たのしい科学教育映画シリーズ 第2集 vol. 1 物理編 1」岩波映像、仮説社 、2009
- 「たのしい科学教育映画シリーズ 第2集 vol. 2 物理編 2」岩波映像、仮説社 、2009
- 「たのしい科学教育映画シリーズ 第2集 vol. 3 工学編」岩波映像、仮説社 、2009
- 「たのしい科学教育映画シリーズ 第2集 vol. 4 化学編」岩波映像、仮説社 、2009
- 「たのしい科学教育映画シリーズ 第2集 vol. 5 生物編」岩波映像、仮説社 、2009
- 「たのしい科学教育映画シリーズ 第2集 vol. 6 地学・天文編 1」岩波映像、仮説社、2009
- 「たのしい科学教育映画シリーズ 第2集 vol. 7 地学・天文編 2」岩波映像、仮説社 、2009
- 「たのしい科学教育映画シリーズ 第2集 vol. 8 生活の科学編」岩波映像、仮説社 、2009
- 「災害の科学 Study on disaster 自然災害とその対策編 (たのしい科学教育映画シリーズ)」牧衷 企画. 岩波映像、2012　(収録作品：「津波」「高潮」「防波堤の話」「洪水と対策」「なだれはどうしておこるか」「地震と建物」)
- 丹羽美之、吉見俊哉『映画記録アーカイブ１　岩波映画の1億フレーム』東京大学出版会、2012、ISBN 978-4-13-003250-6。（収録作品：「絵を描く子どもたち」「佐久間ダム 総集編」「凸レンズ」「たのしい科学　冷蔵庫の話」「ものの燃える速さ」「力のおよぼしあい」「村の婦人学級」「町の政治」）
- 丹羽美之、吉見俊哉『戦後復興から高度成長へ: 民主教育・東京オリンピック・原子力発電 (記録映画アーカイブ2)』東京大学出版会、2014、(収録作品：「はえのいない町」「町と下水」「日本発見 東京都(未公開版)」「日本発見 東京都」「日本発見 群馬県(未公開版)」「日本発見 群馬県」「空にのびる街」「銀座の地下を掘る（日本映画社）」「海岸線に立つ日本の原子力発電所」「いま原子力発電は…」）
- 丹羽 美之, 吉見 俊哉『戦後史の切断面: 公害・若者たちの叛乱・大阪万博 (記録映画アーカイブ3)』東京大学出版会、 2018、（収録作品「汚水カルテ」「おきなわ 日本1968」「希望 光と人間たち」「夢と憂鬱　吉野馨治と岩波映画」他）